# Battaglia di Montmirail
La battaglia di Montmirail venne combattuta nei pressi della cittadina di Montmirail l'11 febbraio 1814 nel quadro della campagna dei sei giorni. Essa vide la vittoria francese di Napoleone Bonaparte e dei suoi marescialli Ney, Joseph Mortier e Lefebvre contro alcune divisioni  dell'armata della Slesia comandate dal generale Fabian Osten-Sacken, coadiuvato da alcuni reparti del generale Ludwig Yorck.

## Antefatti
La battaglia ebbe luogo subito dopo quella di Champaubert, vinta anch'essa dalle truppe francesi.
La situazione si rivelò favorevole al condottiero francese, che per una serie di circostanze legate alle manovre compiute precedentemente dai reparti dell'Armata della Slesia condotta dal feldmaresciallo Gebhard von Blücher, si trovava al centro di un lasco schieramento dei reparti del maresciallo prussiano, con la possibilità di attaccarli separatamente e con buone probabilità di successo.

## Lo svolgimento della battaglia
Inviate quindi le opportune disposizioni ai marescialli Marmont, Macdonald e Oudinot per coprirsi spalle e fianchi da un probabile riconcentramento dell'armata della Slesia, dopo la sconfitta inflitta al generale russo Olssufiev a Champaubert, Napoleone si diresse su Montmirail per sorprendere le divisioni di Osten-Sacken, forti di 18 000 uomini e 90 cannoni, anch'esse ivi dirette. Egli disponeva a quel momento di circa 12 000 uomini, tra fanteria e cavalleria, 2 000 dei quali giovani reclute, e di 36 cannoni.
In attesa di rinforzi in arrivo, al comando del maresciallo Mortier, forti di circa 20 000 uomini, Napoleone si limitò a tagliare la strada a Osten-Sacken con attacchi e contrattacchi che durarono fino al primo pomeriggio quando l'arrivo di Mortier segnò l'inizio dell'offensiva francese. Il maresciallo Ney ebbe il compito di attaccare le truppe di Sacken su di un fianco con la Vecchia Guardia, il maresciallo Lefebvre fu inviato ad attaccare i russi verso Marchais, da cui questi ultimi si diedero alla fuga, mentre Mortier si occupava dei rinforzi inviati dal generale Ludwig Yorck. La battaglia si concluse a notte inoltrata con il ritiro definitivo di Sacken, il quale lasciò sul campo perdite ammontanti a 4 000 uomini, contro quelle francesi, ammontanti a 2 000.
Alla battaglia partecipò con valore (si meritò la Croce di Ferro) come giovane ufficiale (allora diciassettenne) di un reparto di Cacciatori il futuro feldmaresciallo prussiano Eduard Vogel von Falckenstein.

## Conseguenze
La vittoria rialzò notevolmente il morale ai francesi mentre lasciò nella costernazione il maresciallo Blücher, che ordinò alla sua armata di ripiegare su Reims. Napoleone si diresse subito su Château-Thierry, ove si stavano ritirando le truppe di Sacken e di Yorck, e dove colse ancora una vittoria.